# Прошек

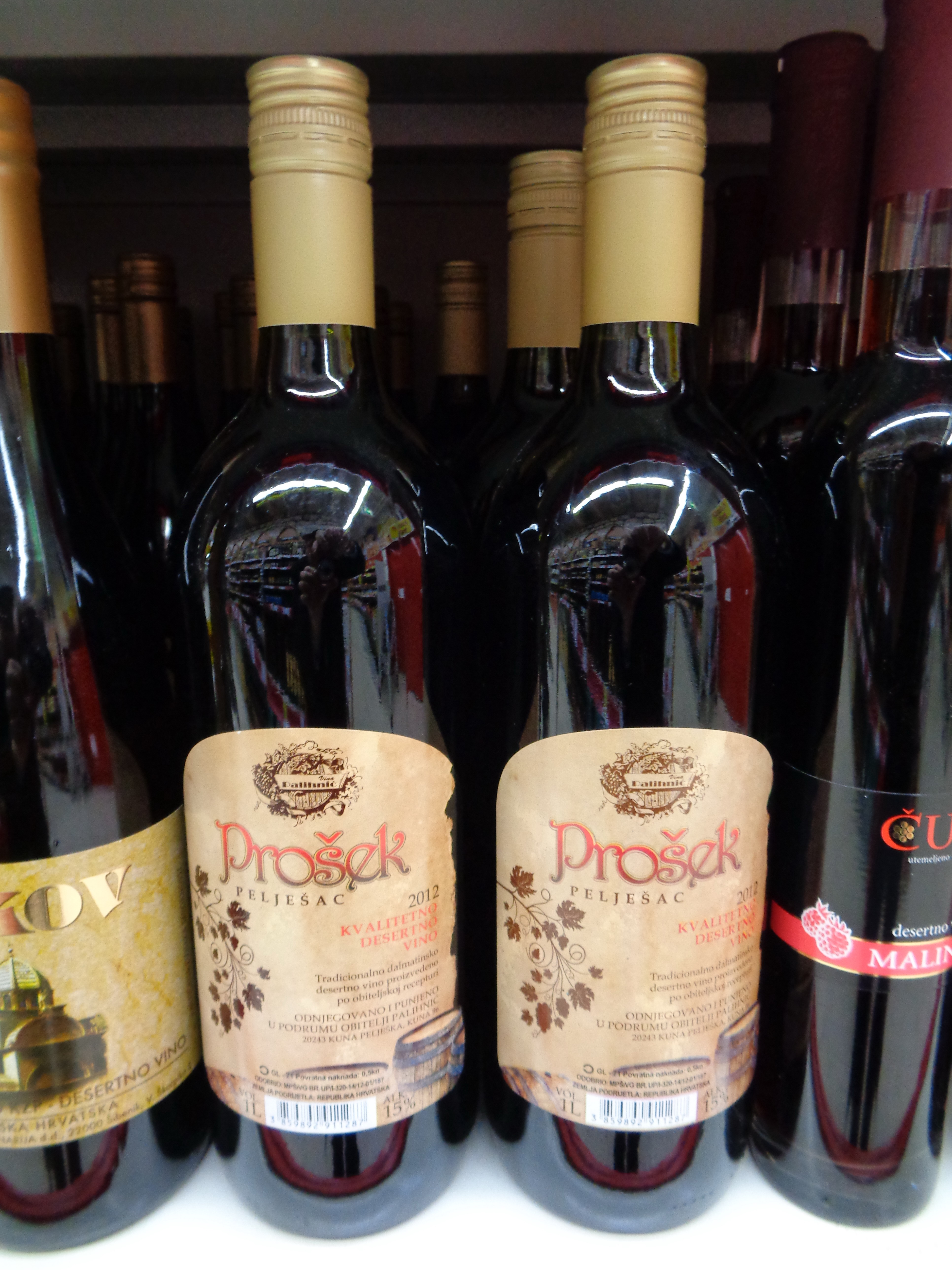
Бутылки с прошеком

Прошек (хорв. Prošek) — сладкое (десертное) вино, которое традиционно производится в южной части хорватского региона Далмация. Относится к категории «соломенных» вин позднего сбора, или пассито. Происхождение названия неизвестно, но может быть связано с хорватским словом prošli («последний»), что указывает на очень поздний урожай винограда, используемый для этого вина.
Как и многие другие вина Греции и Италии, далматское вино производится из высушенных (подвяленых) на кустах виноградных ягод (древний метод «пассито»). Качественный прошек обычно значительно дороже обычных для Далмации вин, поскольку на его производство требуется в среднем в семь раз больше винограда. Хотя верхний предел крепости у производителей колеблется, для сертификации как прошек она должна составлять не менее 15%.
Композиционно вино производится из традиционных для региона белых сортов винограда Богдануша (хорв. Bogdanuša), Мараштина (хорв. Maraština, близкий родственник итальянской мальвазии) и Вугава (хорв. Vugava, возможный прародитель французского вионье), а версия вина высшей линейки является блендом белой основы и красного сорта Плавац Мали (хорв. Plavac Mali, красный региональный хорватский сорт).
Несмотря на созвучие названия этого вина со словом «просекко», между этими винами нет сходства ни в процессе производства, ни в стиле (одно — десертное, второе — игристое), ни в используемых сортах винограда; также не имеет связи и происхождение двух названий.